# Campeonato Mundial de Patinação Artística no Gelo de 1991
O Campeonato Mundial de Patinação Artística no Gelo de 1991 foi a octogésima primeira edição do Campeonato Mundial de Patinação Artística no Gelo, um evento anual de patinação artística no gelo organizado pela União Internacional de Patinação (em inglês:  International Skating Union) onde os patinadores artísticos competem pelo título de campeão mundial. A competição foi disputada entre os dias 12 de março e 17 de março, na cidade de Munique, Alemanha.

## Eventos
- Individual masculino
- Individual feminino
- Duplas
- Dança no gelo

## Medalhistas
| Evento                        | Ouro                                                   | Prata                                                 | Bronze                                          |
| Individual masculino detalhes | Kurt Browning · Canadá                                 | Viktor Petrenko · União Soviética                     | Todd Eldredge · Estados Unidos                  |
| Individual feminino detalhes  | Kristi Yamaguchi · Estados Unidos                      | Tonya Harding · Estados Unidos                        | Nancy Kerrigan · Estados Unidos                 |
| Duplas detalhes               | Natalia Mishkutenok · Artur Dmitriev · União Soviética | Isabelle Brasseur · Lloyd Eisler · Canadá             | Natasha Kuchiki · Todd Sand · Estados Unidos    |
| Dança no gelo detalhes        | Isabelle Duchesnay · Paul Duchesnay · França           | Marina Klimova · Sergei Ponomarenko · União Soviética | Maya Usova · Aleksandr Zhulin · União Soviética |

## Resultados

### Individual masculino
| Pos.                                | Nome                   | Nacionalidade   | Pontos |
| ----------------------------------- | ---------------------- | --------------- | ------ |
| Medalha de ouro                     | Kurt Browning          | Canadá          |        |
| Medalha de prata                    | Viktor Petrenko        | União Soviética |        |
| Medalha de bronze                   | Todd Eldredge          | Estados Unidos  |        |
| 4                                   | Petr Barna             | Tchecoslováquia |        |
| 5                                   | Christopher Bowman     | Estados Unidos  |        |
| 6                                   | Elvis Stojko           | Canadá          |        |
| 7                                   | Michael Slipchuk       | Canadá          |        |
| 8                                   | Alexei Urmanov         | União Soviética |        |
| 9                                   | Éric Millot            | França          |        |
| 10                                  | Masakazu Kagiyama      | Japão           |        |
| 11                                  | Paul Wylie             | Estados Unidos  |        |
| 12                                  | Oula Jääskeläinen      | Finlândia       |        |
| 13                                  | Oliver Höner           | Suíça           |        |
| 14                                  | Jung Sung-Il           | Coreia do Sul   |        |
| 15                                  | Mirko Eichhorn         | Alemanha        |        |
| 16                                  | Steven Cousins         | Reino Unido     |        |
| 17                                  | Cameron Medhurst       | Austrália       |        |
| 18                                  | Daniel Weiss           | Alemanha        |        |
| 19                                  | Gilberto Viadana       | Itália          |        |
| 20                                  | Ronny Winkler          | Alemanha        |        |
| Não avançaram para o programa livre |                        |                 |        |
| 21                                  | Ralph Burghart         | Áustria         |        |
| 22                                  | Viacheslav Zagorodniuk | União Soviética |        |
| 23                                  | Cornel Gheorghe        | Romênia         |        |
| 24                                  | Jan Erik Digernes      | Noruega         |        |
| 25                                  | Henrik Walentin        | Dinamarca       |        |
| 26                                  | Péter Kovács           | Hungria         |        |
| 27                                  | David Liu              | Taipé Chinesa   |        |
| 28                                  | Tomislav Cizmesija     | Iugoslávia      |        |
| 29                                  | Maarten van Mechelen   | Luxemburgo      |        |
| 30                                  | Jorge La Farga         | Espanha         |        |
| 31                                  | Nikolai Tonev          | Bulgária        |        |
| 32                                  | Alexandre Geers        | Bélgica         |        |
| 33                                  | Ricardo Olavarrieta    | México          |        |

### Individual feminino
| Pos.                                | Nome               | Nacionalidade   | Pontos |
| ----------------------------------- | ------------------ | --------------- | ------ |
| Medalha de ouro                     | Kristi Yamaguchi   | Estados Unidos  |        |
| Medalha de prata                    | Tonya Harding      | Estados Unidos  |        |
| Medalha de bronze                   | Nancy Kerrigan     | Estados Unidos  |        |
| 4                                   | Midori Ito         | Japão           |        |
| 5                                   | Surya Bonaly       | França          |        |
| 6                                   | Josée Chouinard    | Canadá          |        |
| 7                                   | Joanne Conway      | Reino Unido     |        |
| 8                                   | Marina Kielmann    | Alemanha        |        |
| 9                                   | Patricia Neske     | Alemanha        |        |
| 10                                  | Julia Vorobieva    | União Soviética |        |
| 11                                  | Junko Yaginuma     | Japão           |        |
| 12                                  | Chen Lu            | China           |        |
| 13                                  | Simone Lang        | Alemanha        |        |
| 14                                  | Mari Asanuma       | Japão           |        |
| 15                                  | Lenka Kulovaná     | Tchecoslováquia |        |
| 16                                  | Anisette Torp-Lind | Dinamarca       |        |
| 17                                  | Zuzanna Szwed      | Polônia         |        |
| 18                                  | Lisa Sargeant      | Canadá          |        |
| 19                                  | Natalia Gorbenko   | União Soviética |        |
| 20                                  | Lily Lyoonjung Lee | Coreia do Sul   |        |
| Não avançaram para o programa curto |                    |                 |        |
| 21                                  | Marion Krijgsman   | Países Baixos   |        |
| 22                                  | Cathrin Degler     | Alemanha        |        |
| 23                                  | Tamara Téglássy    | Hungria         |        |
| 24                                  | Beatrice Gelmini   | Itália          |        |
| 25                                  | Helene Persson     | Suécia          |        |
| 26                                  | Laetitia Hubert    | França          |        |
| 27                                  | Sabrina Tschudi    | Suíça           |        |
| 28                                  | Željka Čižmešija   | Iugoslávia      |        |
| 29                                  | Mila Kajas         | Finlândia       |        |
| 30                                  | Tamara Heggen      | Austrália       |        |
| 31                                  | Marta Andrade      | Espanha         |        |
| 32                                  | Milena Marinovich  | Bulgária        |        |
| 33                                  | Anita Thorenfeldt  | Noruega         |        |
| 34                                  | Isabelle Balhan    | Bélgica         |        |
| 35                                  | Christine Czerni   | Áustria         |        |
| 36                                  | Rosanna Blong      | Nova Zelândia   |        |
| 37                                  | Diana Marcos       | México          |        |

### Duplas
| Pos.              | Nome                                   | Nacionalidade   | Pontos |
| ----------------- | -------------------------------------- | --------------- | ------ |
| Medalha de ouro   | Natalia Mishkutenok / Artur Dmitriev   | União Soviética |        |
| Medalha de prata  | Isabelle Brasseur / Lloyd Eisler       | Canadá          |        |
| Medalha de bronze | Natasha Kuchiki / Todd Sand            | Estados Unidos  |        |
| 4                 | Elena Bechke / Denis Petrov            | União Soviética |        |
| 5                 | Evgenia Shishkova / Vadim Naumov       | União Soviética |        |
| 6                 | Radka Kovaříková / René Novotný        | Tchecoslováquia |        |
| 7                 | Peggy Schwarz / Alexander König        | Alemanha        |        |
| 8                 | Stacey Ball / Jean-Michel Bombardier   | Canadá          |        |
| 9                 | Calla Urbanski / Rocky Marval          | Estados Unidos  |        |
| 10                | Jenni Meno / Scott Wendland            | Estados Unidos  |        |
| 11                | Christine Hough / Doug Ladret          | Canadá          |        |
| 12                | Anuschka Gläser / Stefan Pfrengle      | Alemanha        |        |
| 13                | Cheryl Peake / Andrew Naylor           | Reino Unido     |        |
| 14                | Anna Gorecki / Arkadius Gorecki        | Alemanha        |        |
| 15                | Rena Inoue / Tomoaki Koyama            | Japão           |        |
| 16                | Danielle Carr / Stephen Carr           | Austrália       |        |
| 17                | Anna Tabacchi / Massimo Salvade        | Itália          |        |
| 18                | Saski Bourgeois / Guy Bourgeois        | Grécia          |        |
| 19                | Katarzyna Głowacka / Krzysztof Korcarz | Polônia         |        |

### Dança no gelo
| Pos.                           | Nome                                            | Nacionalidade   | Pontos |
| ------------------------------ | ----------------------------------------------- | --------------- | ------ |
| Medalha de ouro                | Isabelle Duchesnay / Paul Duchesnay             | França          |        |
| Medalha de prata               | Marina Klimova / Sergei Ponomarenko             | União Soviética |        |
| Medalha de bronze              | Maya Usova / Alexander Zhulin                   | União Soviética |        |
| 4                              | Pasha Grishuk / Evgeni Platov                   | União Soviética |        |
| 5                              | Klára Engi / Attila Tóth                        | Hungria         |        |
| 6                              | Stefania Calegari / Pasquale Camerlengo         | Itália          |        |
| 7                              | Susanna Rahkamo / Petri Kokko                   | Finlândia       |        |
| 8                              | Dominique Yvon / Frédéric Palluel               | França          |        |
| 9                              | April Sargent / Russ Witherby                   | Estados Unidos  |        |
| 10                             | Jacqueline Petr / Mark Janoschak                | Canadá          |        |
| 11                             | Elizabeth Punsalan / Jerod Swallow              | Estados Unidos  |        |
| 12                             | Kateřina Mrázová / Martin Šimeček               | Tchecoslováquia |        |
| 13                             | Małgorzata Grajcar / Andrzej Dostatni           | Polônia         |        |
| 14                             | Isabelle Sarech / Xavier Debernis               | França          |        |
| 15                             | Anna Croci / Luca Mantovani                     | Itália          |        |
| 16                             | Michelle McDonald / Martin Smith                | Canadá          |        |
| 17                             | Jennifer Goolsbee / Hendryk Schamberger         | Alemanha        |        |
| 18                             | Ann Hall / Jason Blomfield                      | Reino Unido     |        |
| 19                             | Saskia Stahler / Sven Authorsen                 | Alemanha        |        |
| 20                             | Diane Gerencser / Bernard Columberg             | Suíça           |        |
| Não avançaram para dança livre |                                                 |                 |        |
| 21                             | Kaoru Takino / Kenji Takino                     | Japão           |        |
| 22                             | Daria-Larissa Maritczak / Ihor-Andrij Maritczak | Áustria         |        |
| 23                             | Monica MacDonald / Duncan Smart                 | Austrália       |        |
| 24                             | Katri Uski / Juha Sasi                          | Finlândia       |        |
| 25                             | Maria Hadjiiska / Hristo Nikolov                | Bulgária        |        |
| 26                             | Jun-Hee Park / Jong-Hyun You                    | Coreia do Sul   |        |

## Quadro de medalhas
| Ordem | País            | Medalha de ouro | Medalha de prata | Medalha de bronze |    | Ordem por total |
| ----- | --------------- | --------------- | ---------------- | ----------------- | -- | --------------- |
| 1     | União Soviética | 1               | 2                | 1                 | 4  | 2               |
| 2     | Estados Unidos  | 1               | 1                | 3                 | 5  | 1               |
| 3     | Canadá          | 1               | 1                |                   | 2  | 3               |
| 4     | França          | 1               |                  |                   | 1  | 4               |
| TOTAL | TOTAL           | 4               | 4                | 4                 | 12 | —               |